# Nutshell
Pistes de Jar of Flies
Rotten Apple
(1) I Stay Away
(3)
Nutshell est une ballade acoustique, du groupe de rock américain Alice in Chains, sorti en 1994 sur le mini-album Jar of Flies. Elle dure quatre minutes et dix-neuf secondes, c'est le deuxième titre de l'album. C'est la troisième chanson la plus longue figurant sur l'album derrière Rotten Apple (6:58) et le single Don't Follow (4:22). L'auteur de la chanson est Layne Staley, la musique est composée par le guitariste Jerry Cantrell, le batteur Sean Kinney et le bassiste Mike Inez. La version Unplugged figure sur les compilations Music Bank (1999) et The Essential Alice in Chains (2006). Il est sorti en single en 1996 pour la sortie de l'album live Unplugged et s'est classé quinzième sur les  Mainstream Rock Tracks.

## Musique et paroles
Les paroles de la chanson ont été écrites par Layne Staley, assez sombres et parlent du désespoir, de la solitude et de la mort. Staley souligne dans le texte que, souvent, les gens croient en des choses qui se transforment finalement il s’avère être seulement un mensonge. Quand il s'agit de s'opposer à eux, il s'avère que nous sommes tout seuls, ne pas avoir d'amis autour de soi de se battre seul. La chanson se caractérise par une musique émotionnelle et, comme pour le reste de l'album, joué avec des instruments acoustique. Après le paragraphe chanté par Staley, on peut entendre un riff joué à la guitare électrique avec un delay et une distorsion puis après le second paragraphe, un solo de guitare joué toujours à la guitare électrique est effectué et achève le morceau.

## Publication
La chanson n'est jamais sortie en single mais les fans du groupe la considère comme l'une des meilleurs ballades acoustiques du groupe. En 1996 elle est jouée en live en Unplugged ainsi que les chansons Would?, Over Now et Down in a Hole. En 2013, la composition est classée 9e dans la liste des chansons les plus tristes de l'histoire selon le magazine Rolling Stone.  Le choix des mots a fait valoir : "La chanson a pris un nouveau sens après la mort tragique de Staley à un si jeune âge. Aujourd'hui, lorsque nous écoutons cette chanson, il est impossible de ne pas penser à la mort".

## En live
La chanson est jouée pour la première fois le 29 septembre 1993 lors d'une performance à Detroit, durant la tournée du Down in a Hole Tour, la tournée promotionnelle de l'album studio Dirt. Dans le cadre de cette tournée, la chanson a été jouée en direct 12 fois. Elle est également interprètée le 10 avril 1996 lors de l'émission MTV Unplugged au Brooklyn Academy of Music à New York.  C'était la dernière représentation de la chanson avec Staley en live. Lors de la réformation du groupe en 2005, la chanson est presque régulièrement jouée en hommage à Layne et Starr. Pendant le concert du 2 juillet 2013, à Calgary dans le cadre de la The Devil Put Dinosaurs Here Tour, juste avant l’interprétation de la chanson, est apparu sur la scène, Phil Staley, le père de chanteur Layne Staley,.

## Personnel
- Layne Staley : chant
- Jerry Cantrell : guitare rythmique, guitare solo, chant, chœurs
- Sean Kinney : batterie
- Mike Inez : guitare basse, chœurs

## Reprises
- Le groupe Staind reprend souvent la chanson en live[10]
- Le groupe Seether[11]
- Le groupe Shinedown[12]
- Le chanteur de Slipknot et de Stone Sour Corey Taylor, reprend souvent la chanson en live[13]
- Le groupe Daughtry[14]
- Le groupe Theory of a Deadman[15]
- Le groupe Adema sur leur EP Insomniac's Dream en 2002[16]
- Le groupe Godsmack[6]
- Le chanteur de Down et de Pantera, Phil Anselmo, effectue également une reprise acoustique du groupe[17].

## Récompenses
| Magazine      | Pays       | Distinction                                 | Année | Position |
| ------------- | ---------- | ------------------------------------------- | ----- | -------- |
| Rolling Stone | États-Unis | "10 chansons les plus tristes de l'histoire | 2013  | 9        |